# Знаменское (Лев-Толстовский район)
Зна́менское — село Лев-Толстовского района Липецкой области, административный центр Знаменского сельсовета.

## Географическое положение
Село расположено на берегу реки Ягодная Ряса в 9 км на север от райцентра посёлка Лев Толстой (Липецкая область).

## История
Знаменское, что было прежде того пустошь Дикое поле, по окладным книгам 1676 г. значится «новоселебным селом» с церковью Знамения Пресвятой Богородицы, которая освящена была в августе 1693 г… Вместо деревянной, построенной в XVII веке и обветшавшей церкви, граф Федор Иванович Толстой, к которому село Знаменское перешло после смерти отца его Ивана Петровича, в 1760 г. по храмозданной грамоте преосвящ. Палладия приступил к построению каменной церкви «о двух апартаментах, в исподе – во имя предписанного храма Знамения Пресвятой Богородицы, а вверху – Вознесения Господня». В 1767 г. освящена была только Знаменская церковь в нижнем этаже. Сын Ф.И. Толстого Николай Федорович, вступивши во владение селом Знаменским, переделал в Знаменской церкви иконостас, исправил в ней все ветхости и в 1801 г. просил об освящении возобновленной им церкви на старом антиминсе. По смерти его, супруга его графиня Наталья Андреевна устроила придел в честь св. Николая, в котором иконостас, кроме местных икон, поступивших из фамильной образной, писан художником Скотти. Ею же церковь вместо теса покрыта железом. Устройство Вознесенской церкви в верхнем этаже относится к позднейшему времени. Кроме Вознесенской, в селе Знаменском находилась домовая церковь в честь иконы Божией Матери Владимирской, устроенная в 1854 г. графом Дмитрием Николаевичем Толстым. 
В XIX — начале XX века село являлось центром Знаменской волости Данковского уезда Рязанской губернии. В 1906 году в селе было 90 дворов.
С 1928 года село являлось центром Знаменского сельсовета Лев-Толстовского района Козловского округа Центрально-Чернозёмной области, с 1954 года — в составе Липецкой области.

## Население
| 1859 | 1897 | 1906 | 2000 | 2010 |
| ---- | ---- | ---- | ---- | ---- |
| 627  | ↘510 | ↗587 | ↗598 | ↗617 |

## Инфраструктура
В селе имеются филиал МБОУ средняя общеобразовательная школа им. Л.Н. Толстого, дом культуры, фельдшерско-акушерский пункт, отделение почтовой связи.

## Достопримечательности
В селе расположена Церковь иконы Божией Матери "Знамение" (2000).